# 물짱이
| 이름       | 이름       | 이름            | 도감번호          | 성비                      |
| 한국어     | 일본어     | 영어            | 도감번호          | 성비                      |
| 물짱이     | ミズゴロウ | Mudkip          | 전국 258 호연 007 | 수컷 : 87.5% 암컷 : 12.5% |
| 늪짱이     | ヌマクロー | Marshtomp       | 전국 259 호연 008 | 수컷 : 87.5% 암컷 : 12.5% |
| 대짱이     | ラグラージ | Swampert        | 전국 260 호연 009 | 수컷 : 87.5% 암컷 : 12.5% |
| 포켓몬     | 타입       | 분류            | 신장              | 체중                      |
| 물짱이     | 물         | 늪물고기 포켓몬 | 0.4m              | 7.6kg                     |
| 늪짱이     | 물 / 땅    | 늪물고기 포켓몬 | 0.7m              | 28.0kg                    |
| 대짱이     | 물 / 땅    | 늪물고기 포켓몬 | 1.5m              | 81.9kg                    |
| 메가대짱이 | 물 / 땅    | 늪물고기 포켓몬 | 1.9m              | 102.0kg                   |

《물짱이》(ミズゴロウ 미즈고로우[*],영어: Mudkip)는 포켓몬스터 시리즈에 등장하는 가상의 캐릭터이다.
《포켓몬스터 AG》118화에서 마사무네(정원)의 포켓몬으로 첫 등장했다.

## 애니메이션에서의 물짱이
타케시의 소지로서 어드밴스 제네레이션으로 등장. 별로 전투에 참가하지 않는 타케시의 포켓몬이었기 때문에 활약은 많지 않기는 하지만, 하스 보와 함께 「물총」을 발하거나 레이더가 되는 기를 살려 수사 등에 한 역할 산 적도 있다. 후에 늪짱이에 진화했다. 성우는 하야시바라 메구미.
《포켓몬스터 AG》118화에서 마사무네(정원)의 포켓몬으로 첫 등장했다.

## 늪짱이
늪짱이(ヌマクロー 누마쿠로[*], 영어: Marshtomp)의 분류는 늪물고기 포켓몬이다.

### 애니메이션에서의 늪짱이
《포켓몬스터 AG》148화에서 지우의 나무돌이와 배틀하다가 진화한다. 나중에 자신의 공격을 나무돌이 대신 맞은 보송송을 짝사랑하지만 보송송의 주인이 가지고 있는 전룡을 보송송이 좋아하는 것을 보고는 실망한다.

## 대짱이
《대짱이》(ラグラージ 라구라지[*])는 포켓몬스터 시리즈에 등장하는 가공의 캐릭터(몬스터)다.
유일하게 스타팅 포켓몬 중 비전기술인 풀베기를 배울 수 없는 포켓몬이다.

### 게임에서의 대짱이
레벨 16에 물짱이가 진화하여 늪짱이가 된 후 땅 타입을 얻게 되어 누오처럼 물/땅이라서 전기 기술을 무효화 할 수 있지만, 풀 기술에 약해져서 유일한 약점인 풀에 4배 피해를 입는다. 늪짱이가 레벨 36에 진화한다. 게다가 물타입에게도 효과가 굉장한 얼음타입 기술 프리즈드라이에도 4배에 피해를 입는다.

### 애니메이션에서의 대짱이
《포켓몬스터 AG》 32화 (버려진 배의 비밀을 밝혀라)에서 희태의 포켓몬인 대짱이가 로켓단, 정인이, 봄이, 아차모를 납치한다. 대짱이는 버려진 배에서 발견되었다.
《포켓몬스터 AG》 130화에서 정원(마사무네)의 포켓몬으로 등장하여 지우의 가재군과 격돌하여 가재군에게 힘껏펀치를 명중시키지만 동시에 집게햄머를 맞으면서 같이 빈사한다.
《포켓몬스터 AG》 153화에서 돔 슈퍼스타 하인즈의 포켓몬으로 윈디와 함께 등장해 지우의 가재군과 스왈로를 고전시키지만 스왈로의 「제비 반환」를 맞고 진다.
《포켓몬스터 DP》 109화에서 지우와 친구들이 하수도에 들어온 고래왕자를 탈출시키려 할 때, 대짱이가 등장한다. 대짱이는 고래왕자가 진화한 후 탈출할 때 쓰러져 있었다.
만화 《포켓몬스터 스페셜》에서 루비의 포켓몬으로 등장한다.

### 메가진화
《포켓몬스터 오메가루비·알파사파이어》에서 메가진화가 가능하다.

## 같이 보기
- 포켓몬의 목록
- 늪짱이
- 대짱이
- 메가대짱이